# Instrumentos musicales de México
Los instrumentos musicales de México son referidos como aquellos instrumentos de origen indígena o de origen mestizo, ya sea que hayan sido creados en el territorio o sean modificaciones de instrumentos foráneos. El instrumental musical se puede clasificar con varios parámetros, siendo uno tradicional el de la clasificación en instrumentos de cuerda pulsada, instrumentos de cuerda con arco, instrumentos de viento, instrumentos membranófonos e instrumentos idiófonos. guitarra, pandero, jarocho, pianos y violines, son un claro ejemplo de instrumentos.

## Instrumentos de cuerda pulsada

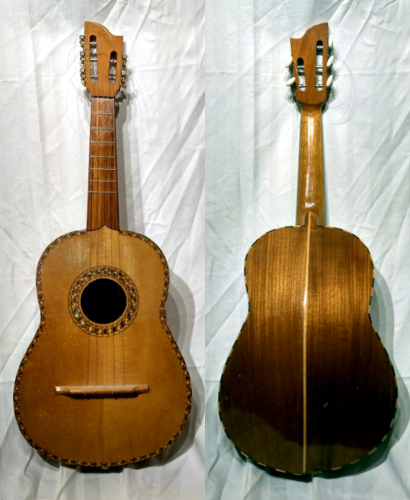
Vihuela

- requinto mexicano: guitarra de rango agudo muy popular en tríos románticos de Latinoamérica.
- requinto jarocho: guitarra encargada de la melodía en el son jarocho.
- jarana jarocha: guitarra encargada de la armonía en el son jarocho. La hay de distintos tamaños que van del grave al agudo (tercera, segunda, primera y mosquito). Proviene de la guitarra barroca europea.
- jarana huasteca: guitarra de la armonía en el son huasteco.
- quinta huapanguera: guitarra encargada de los sonidos bajos en el son huasteco y son arribeño.
- guitarrón: guitarra bajo del mariachi.
- vihuela: guitarra de armonía en el mariachi bien bien, son de artesa, son arribeño.
- guitarra chiapaneca: de doce cuerdas.
- arpa planeca: tipo de arpa diatónica para música planeca.
- arpa jarocha: tipo de arpa diatónica para son jarocho.
- bajo quinto
- bajo sexto: Posee 6 órdenes de cuerdas dobles, se utiliza mayormente en la música regional mexicana, acompañando los conjuntos norteños.
- bandolón: Cordófono de la familia de las mandolinas. Posee una tesitura grave y tiene órdenes triples. Fue muy popular durante el siglo XIX y principios del XX. Hoy día es un instrumento que ha caído en desuso.
- cardonal o cartonal: guitarrilla de 3 cuerdas.
- chapareque: cordófono de boca.
- chuji paax: laúd chiapaneco de bule
- kanari o canari: guitarrilla
- cardonal o cartonal: guitarrilla de 3 cuerdas.
- periquita: guitarrilla de 4 cuerdas
- guitarra armonía
- Salterio: Cordófono en forma trapezoidal encordado con cuerdas de alambre. Los hay de tesitura soprano y tenor y se utilizan sobre todo en la interpretación de la llamada música típica y de salón como valses, chotises, polkas y mazurcas.

## Instrumentos de cuerda con arco
- monocorde seri
- xaweri o rabelito
- violín tzeltal
- violín tarahumara
- tawitol o mitote: parecido al berimbau

A

## Instrumentos de viento
- ocarinas de barro, con formas de animales.
- flauta doble de barro
- flautas de carrizo
- chirimía: trompetilla de barro o madera con doble lengüeta, similar al parecido.
- radiola: lámina de metal o plástico doblada con una lengüeta en medio.
- tochacatl: varilla larga que se aspira.
- trompeta de quiote
- clarín: vara larga que se sopla.

## Instrumentos membranófonos
- tambores de barro prehispánicos: timbales prehispánicos.
- huehuetl: tambor de pie hecho de una sola pieza de tronco.
- pandero jarocho: tipo de tambor de marco en forma de octágono, con sonajas de metal, por lo que también es idiófono.
- totonque: tambor de pie hecho con vigas, siendo un huehuetl moderno.
- tambora de madera: tambor bajo usado en las bandas de viento, y los ensambles de jaraberos y de los tamborileros del norte.
- tamboriles de Tabasco: tambor que no llevan aro exterior, en modalidades de tenor, medio y bajo.
- tamboril: adaptación de los tamboriles que trajeron los españoles.
- tamborita calentana: parecido al anterior, se toca con una baqueta gruesa y una baqueta delgada y larga.

## Instrumentos idiófonos

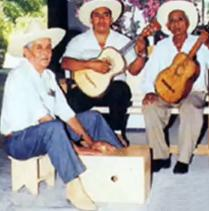
Cajón de tapeo, guitarra y vihuela

- ayoyotes: serie de cáscaras con semilla que se atan al pie o la muñeca.
- marimbol: caja de madera con lengüetas de metal que se pulsan.
- cajón de tapeo: cajón de madera.